# كول أوف ديوتي: أدفانسد وورفير

لقطة من كول أوف ديوتي: أدفانسد وورفير

كول أوف ديوتي: أدفانسد وورفير (بالإنجليزية: Call of Duty: Advanced Warfare)‏، هي لعبة إلكترونية من منظور الشخص الأول صدرت في شهر نوفمبر من عام 2014، من تطوير شركة سلج همر غيمز ونشر شركة اكتيفيجن، صدرت لأنظمة بلاي ستيشن 4 وإكس بوكس ون وبلاي ستيشن 3 ونظام مايكروسوفت ويندوز وإكس بوكس 360. وهي اللعبة الحادية عشر من سلسلة كول أوف ديوتي بعد كول أوف ديوتي: جوستس.

## قصة اللعبة
تدور أحداث اللعبة في المستقبل البعيد عام 2056 بحيث تقوم منظمة إرهابية باسم KVA بشن هجوم إرهابي عالمي لضرب كل المفاعلات النووية حول العالم ومنها الولايات المتحدة، وقد أسفر الهجوم على تدمير البنية التحتية لهذه الدول ومركز المعلومات والاتصالات والكهرباء، مما دعى إلى ظهور شركات عسكرية خاصة باسم PMCs لتخوض هذه الحرب وتدافع عن الدول التي دمرت، بحيث تلعب بالبطل جاك ميتشيل وهو جندي بحرية سابق في الجيش الأمريكي فقد ذراعه في معركة في كوريا الجنوبية وقد انضم لهذه الشركة التي تتمتع بأقوى منظمة عسكرية بتقنيات هي الأحدث في العالم، بحيث يقوم مديرها التنفيذي كيفين سباسي بعمليات سرية لمن يدفع المال ويدخل هذه الحرب ليثبت لأمريكا أنها ليست ميزان القوة الوحيد في العالم. ويلعب دور البطل جاك ميتشل الممثل تروي بيكر وبعد فقدان ميتشل لذراعه ينتقل إلى شركة تدعى أطلس مؤسسها يدعى ايرونز فيعطى ايرونز طرف اصطناعي حديث جدا لميتشل ليكمل مسيرة صديقه ويل ايرونز وبعد أربعة سنوات من العمل بأطلس يكتشف ميتشل والجنديان المصاحبان له جيديون وألونا أن ايرونز كان يعرف بشأن إطلاق سراح المانتيكور وهو سلاح يمكنه تدمير الأرض فيظل ميتشل وألونا وجيديون وقائده القديم في كوريا الجنوبية كورماك بمساعدته حتى يصل ميتشل إلى ايرونز.

## التطوير
هذا الجزء من كول أوف ديوتي (نداء الواجب) كان يتم تطويره منذ فترة طويلة جدا من قبل شركة سلج همر غيمز التي أعلنت أنها تعمل على جزء خاص من نداء الواجب بمنظور الشخص الثالث وستكون متعددة اللاعبين عبر الإنترنت، ولكن صرح إيريك هيرشبيرج المدير التنفيذي لشركة أكتيفجن أن الشركة المطورة تعمل الآن على الجزء كول أوف ديوتي: مودرن وورفير 3 بكامل قوتها وأن العنوان الأخر تم تأجيله.
وفى نوفمبر 2013 تم الإعلان عن صدور لعبة جديدة من نداء الواجب، بحيث صرح مايكل كوندري لمجلة EDGE أن محرك التطوير سوف يترك وسيتم العمل بمحرك جديد ليعرض صور متحركة أفضل وفيزياء الطبيعة وأنظمة سمعية جديدة، بحيث أكد دون فيس أن التسجيل الصوتي سوف يتحرك داخل جسدك ويشعرك بقوة اللعبة لدرجة أننا نضع في أولويتنا التسجيل الصوتي، كما صرحت أكتيفجن بأن اللعبة يتم العمل عليها منذ ثلاث سنوات من قبل شركة سلجهمر غيمز التي قدمت الحرب الحديثة الجزء الثالث.

## أسلوب اللعبة
اللعبة تعتمد على منظور الشخص الأول وكما تعودنا فإن كل جزء يأتي بمتغيرات عن مختلف الأجزاء السابقة، وهذا الجزء سوف يدور في المستقبل بحيث سنشهد تقنية في كل شيء من حولنا، فالبذلة التي يرتديها اللاعبين ستكون أكثر قوة ويمكنك أن تقفز بها إلى أعلى مسافات أو تهبط بها من أماكن مرتفعة، فاللعبة ستعتمد على نفس أسلوب التصويب السابق نقاط صغيرة وتقريب للشاشة عند التصويب لتمنحك تصويب أفضل، ولكن ستكون هناك أسلحة حديثة منها أسلحة بطيئة في الشحن تحتاج منك وقت لذلك يفضل أن تحصل على تغطية في هذا الوقت وهناك أسلحة يظهر لها عدد الذخيرة وتشحن بشكل سريع.
كما يمكنك أن تحصل على تغطيات خاصة بك من البيئة التي تحيط بك فيمكنك أن تحصل على باب السيارة كغطاء لك من الأعداء، كما ستجد في بعض المواقع الحربية تغطيات شفافة يمكنك أن تستغلها في قتل الأعداء بدون أن تتضرر، كما يمكنك أن تحمل العديد من القنابل في هذا الجزء، فهناك قنبلة رائعة يمكنك أن تلقيها على المكان الذي يختبئ به الأعداء ليظهر جسدهم الحراري من خلف التغطيات، وهناك قنابل بمجرد إلقائها على الأعداء فإنها تتبعه لتقضي عليه، لذلك سوف نشهد الكثير من التقنيات الحربية في هذا الجزء والتي نستطيع أن نستخدمها في المعارك.

## تعريب اللعبة
وذكر الموقعين الرسميين لأخبار الألعاب الفيديو إن جي فور آيه ودفلز جيم (بالإنجليزية: DvlzGame)‏ «أن مطور أدفانسد وورفير يؤكد تعريب اللعبة» (أي سيتم تحويلها إلى اللغة العربية).